# Partecipazio

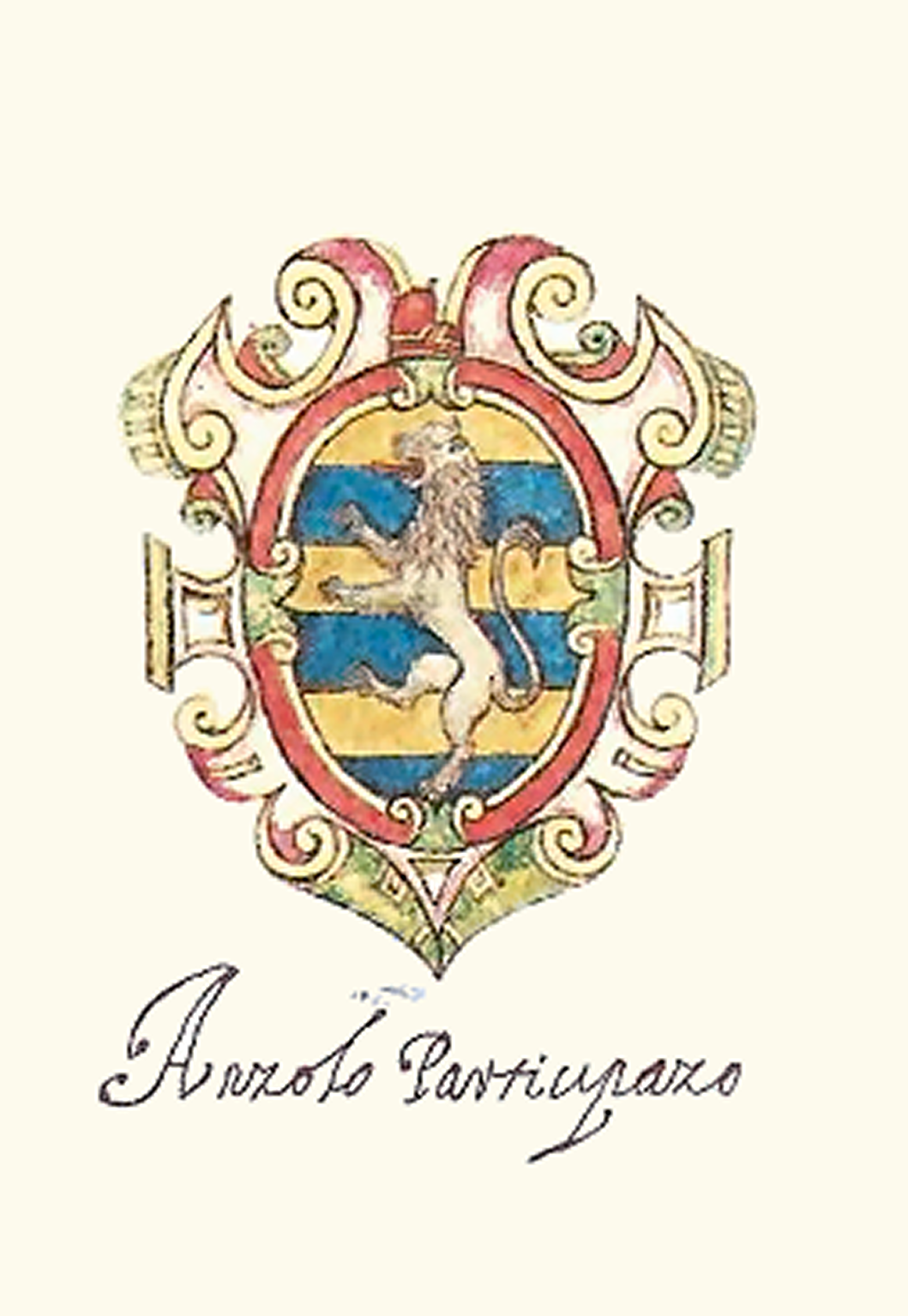
Stemma di Casa Partecipazio

I Partecipazi (anche Participazi, Parteciaci, Particiaci) furono, secondo la tradizione, una famiglia patrizia del Ducato di Venezia che giocò un importante ruolo politico tra il IX e il X secolo.

## Storia
Si tratta verosimilmente di tre dinastie distinte di dogi e, mancando testimonianze sicure, è difficile stabilire quale legame di parentela esistesse fra loro. Le tradizioni li ritengono originari di Eracliana e, prima di raggiungere i vertici del Ducato, avrebbero dato alcuni tribuni.
I Parteciaci sono attestati nel novero delle famiglie patrizie della Venezia marittima a partire dalla fine VIII secolo, originari della città di Eracliana e attestati a Rivoalto, dove già da lungo tempo erano annoverati tra i tribuni della città, con palazzi e foro sull'insula dei Santi Apostoli.
La prima linea vede come capostipite Angelo Partecipazio (detto anche Agnello o Angelo I), doge tra l'810 e l'827: ostile alla fazione filofranca, si impegnò comunque ad emancipare Venezia dall'Impero bizantino.
Dopo il trasferimento nel 742 della capitale ducale a Metamauco e la successiva distruzione di Eracliana ad opera del doge Obelerio nell'804, il tribuno realtino Angelo Parteciaco emerse come importante figura politica durante la crisi determinata dall'invasione dei Franchi del Re d'Italia Pipino nell'810 e dalla successiva deposizione del doge filofranco Obelerio.
Grazie agli ottimi rapporti con Bisanzio e l'investitura ottenuta dall'ambasciatore imperiale Arsacio, il Partecipazio ascese quindi al trono ducale nell'812, spostando la capitale da Malamocco nella sua Rivoalto e instaurando in breve una forte dinastia. Gli successe il figlio Giustiniano, il quale ne continuò la politica anticarolingia; durante il suo breve dogato vennero portate a Venezia le reliquie di San Marco. Nell'829 fu la volta del fratello Giovanni I: deposto da Carosio ed esiliato presso i Franchi, tornò in seguito al potere, ma venne ucciso nell'836.
Sotto la guida dei "primi" Parteciaci - Angelo, Giustiniano e Giovanni - venne ricostruita Eracliana, ribattezzata col nome di Cittanova Eracliana, e venne ampliata Rivoalto, con la costruzione del Castello con l'annessa cappella di San Teodoro e del Monastero di San Zaccaria.
Nell'828 Giustiniano, figlio di Angelo, ricevette in città le reliquie di San Marco Evangelista, trafugate da Alessandria d'Egitto, avviando così la costruzione della prima Basilica di San Marco. Il fratello Giovanni dovette invece resistere al tentativo di ritorno al potere dell'esiliato Obelerio, giungendo alla distruzione di Metamauco e Vigilia, fedeli all'Antenoreo, e al tentativo di usurpazione di Pietro Caroso, soccombendo infine nell'836 alla ribellione guidata dai Mastalici, che portò alla parentesi del ducato di Pietro Tradonico.
Dopo la parentesi di Pietro Tradonico inizia la seconda dinastia, con Orso I (864-881) e Giovanni II, il quale abdicò nell'887 per cedere il potere a Pietro I Candiano.
La famiglia estendeva il suo controllo anche sulla Chiesa, con l'ascesa di Orso alla cattedra di Olivolo, nella diocesi di Rivoalto, e poi di Vitale e di Vittore Partecipazio al Patriarcato di Grado e dunque alla metropolia di tutta la Venezia marittima.
Il ritorno al potere dei Parteciaci avvenne nell'864 con il clamoroso massacro del Tradonico proprio sull'uscio della parteciaca chiesa di San Zaccaria. Con Orso e Giovanni II, i "secondi" Parteciaci si assicurarono un altro ventennio di potere, durante il quale intrecciarono rapporti di sangue con la nuova dinastia imperiale bizantina di Basilio I, mentre il ducato si estendeva a sud sulle terre di Comacchio. Nell'887, la malferma salute di Giovanni II, accompagnata ad una probabile crisi dinastica, portò all'abdicazione del duca e all'elezione a doge di Pietro I Candiano.
Con i Candiani i “terzi” Parteciaci si divisero o si contesero il potere nella prima metà del X secolo, con i dogadi di Orso II (dal 912 al 932) e Pietro Baduario (939-942), secondo la tradizione membri di un ramo cadetto della dinastia, presumibilmente discendente da un figlio di Orso I chiamato Baduario, nome bizantino probabilmente entrato nella famiglia con il matrimonio di Orso I con una principessa della casata macedone.
Gli storici, a partire da Andrea Dandolo, ritengono senza alcun dubbio che da questi ultimi due dogi discenda l'intera famiglia dei Badoer.

## Albero genealogico
La tradizione riporta il seguente albero genealogico, sebbene per mancanza di precisi documenti storici sia difficile collegare i diversi rami tra loro.
|                                                              |                                                              |                                                              |                                                              |                                                              |                                                              |  |  |                                                                |                                                                |                                                                |                                                                |                                                                     |                                                                     |                                                                     |                                                                     | ?                                                                   |                                                                     |                                          |                                          |                                                                                                  |                                                                                                  |                                                                                                  |                                                                                                  |                                                                                                  |                                                                                                  |                                        |                                        |                                        |                                        |  |  |                                            |                                            |                                            |                                            |                                            |                                            |  |  |                   |                   |                   |                   |                   |                   |  |  |                     |                     |                     |                     |                     |                     |  |  |                   |                   |                   |                   |                   |                   |  |  |                                                                  |                           |                           |                           |                           |                           |
|                                                              |                                                              |                                                              |                                                              |                                                              |                                                              |  |  |                                                                |                                                                |                                                                |                                                                |                                                                     |                                                                     |                                                                     |                                                                     |                                                                     |                                                                     |                                          |                                          |                                                                                                  |                                                                                                  |                                                                                                  |                                                                                                  |                                                                                                  |                                                                                                  |                                        |                                        |                                        |                                        |  |  |                                            |                                            |                                            |                                            |                                            |                                            |  |  |                   |                   |                   |                   |                   |                   |  |  |                     |                     |                     |                     |                     |                     |  |  |                   |                   |                   |                   |                   |                   |  |  |                                                                  |                           |                           |                           |                           |                           |
|                                                              |                                                              |                                                              |                                                              |                                                              |                                                              |  |  |                                                                |                                                                |                                                                |                                                                |                                                                     |                                                                     |                                                                     |                                                                     | Angelo (... – 827) tribuno di Rivoalto 10º doge di Venezia          |                                                                     |                                          |                                          |                                                                                                  |                                                                                                  |                                                                                                  |                                                                                                  |                                                                                                  |                                                                                                  |                                        |                                        |                                        |                                        |  |  |                                            |                                            |                                            |                                            |                                            |                                            |  |  |                   |                   |                   |                   |                   |                   |  |  |                     |                     |                     |                     |                     |                     |  |  |                   |                   |                   |                   |                   |                   |  |  |                                                                  |                           |                           |                           |                           |                           |
|                                                              |                                                              |                                                              |                                                              |                                                              |                                                              |  |  |                                                                |                                                                |                                                                |                                                                |                                                                     |                                                                     |                                                                     |                                                                     |                                                                     |                                                                     |                                          |                                          |                                                                                                  |                                                                                                  |                                                                                                  |                                                                                                  |                                                                                                  |                                                                                                  |                                        |                                        |                                        |                                        |  |  |                                            |                                            |                                            |                                            |                                            |                                            |  |  |                   |                   |                   |                   |                   |                   |  |  |                     |                     |                     |                     |                     |                     |  |  |                   |                   |                   |                   |                   |                   |  |  |                                                                  |                           |                           |                           |                           |                           |
|                                                              |                                                              |                                                              |                                                              |                                                              |                                                              |  |  |                                                                |                                                                |                                                                |                                                                |                                                                     |                                                                     |                                                                     |                                                                     |                                                                     |                                                                     |                                          |                                          |                                                                                                  |                                                                                                  |                                                                                                  |                                                                                                  |                                                                                                  |                                                                                                  |                                        |                                        |                                        |                                        |  |  |                                            |                                            |                                            |                                            |                                            |                                            |  |  |                   |                   |                   |                   |                   |                   |  |  |                     |                     |                     |                     |                     |                     |  |  |                   |                   |                   |                   |                   |                   |  |  |                                                                  |                           |                           |                           |                           |                           |
|                                                              |                                                              |                                                              |                                                              |                                                              |                                                              |  |  |                                                                |                                                                |                                                                |                                                                | Giustiniano (... – 829) co-Dux del padre Angelo 11º doge di Venezia | Giustiniano (... – 829) co-Dux del padre Angelo 11º doge di Venezia | Giustiniano (... – 829) co-Dux del padre Angelo 11º doge di Venezia | Giustiniano (... – 829) co-Dux del padre Angelo 11º doge di Venezia | Giustiniano (... – 829) co-Dux del padre Angelo 11º doge di Venezia | Giustiniano (... – 829) co-Dux del padre Angelo 11º doge di Venezia |                                          |                                          | Giovanni (... - 836 c.a.) co-Dux del padre Angelo e del fratello Giustiniano 12º doge di Venezia | Giovanni (... - 836 c.a.) co-Dux del padre Angelo e del fratello Giustiniano 12º doge di Venezia | Giovanni (... - 836 c.a.) co-Dux del padre Angelo e del fratello Giustiniano 12º doge di Venezia | Giovanni (... - 836 c.a.) co-Dux del padre Angelo e del fratello Giustiniano 12º doge di Venezia | Giovanni (... - 836 c.a.) co-Dux del padre Angelo e del fratello Giustiniano 12º doge di Venezia | Giovanni (... - 836 c.a.) co-Dux del padre Angelo e del fratello Giustiniano 12º doge di Venezia |                                        |                                        |                                        |                                        |  |  |                                            |                                            |                                            |                                            |                                            |                                            |  |  |                   |                   |                   |                   |                   |                   |  |  |                     |                     |                     |                     |                     |                     |  |  |                   |                   |                   |                   |                   |                   |  |  |                                                                  |                           |                           |                           |                           |                           |
|                                                              |                                                              |                                                              |                                                              |                                                              |                                                              |  |  |                                                                |                                                                |                                                                |                                                                | Giustiniano (... – 829) co-Dux del padre Angelo 11º doge di Venezia | Giustiniano (... – 829) co-Dux del padre Angelo 11º doge di Venezia | Giustiniano (... – 829) co-Dux del padre Angelo 11º doge di Venezia | Giustiniano (... – 829) co-Dux del padre Angelo 11º doge di Venezia | Giustiniano (... – 829) co-Dux del padre Angelo 11º doge di Venezia | Giustiniano (... – 829) co-Dux del padre Angelo 11º doge di Venezia |                                          |                                          | Giovanni (... - 836 c.a.) co-Dux del padre Angelo e del fratello Giustiniano 12º doge di Venezia | Giovanni (... - 836 c.a.) co-Dux del padre Angelo e del fratello Giustiniano 12º doge di Venezia | Giovanni (... - 836 c.a.) co-Dux del padre Angelo e del fratello Giustiniano 12º doge di Venezia | Giovanni (... - 836 c.a.) co-Dux del padre Angelo e del fratello Giustiniano 12º doge di Venezia | Giovanni (... - 836 c.a.) co-Dux del padre Angelo e del fratello Giustiniano 12º doge di Venezia | Giovanni (... - 836 c.a.) co-Dux del padre Angelo e del fratello Giustiniano 12º doge di Venezia |                                        |                                        |                                        |                                        |  |  |                                            |                                            |                                            |                                            |                                            |                                            |  |  |                   |                   |                   |                   |                   |                   |  |  |                     |                     |                     |                     |                     |                     |  |  |                   |                   |                   |                   |                   |                   |  |  |                                                                  |                           |                           |                           |                           |                           |
|                                                              |                                                              |                                                              |                                                              |                                                              |                                                              |  |  |                                                                |                                                                |                                                                |                                                                | Angelo II (... - 818 c.a.) co-Dux del nonno Angelo                  | Angelo II (... - 818 c.a.) co-Dux del nonno Angelo                  | Angelo II (... - 818 c.a.) co-Dux del nonno Angelo                  | Angelo II (... - 818 c.a.) co-Dux del nonno Angelo                  | Angelo II (... - 818 c.a.) co-Dux del nonno Angelo                  | Angelo II (... - 818 c.a.) co-Dux del nonno Angelo                  |                                          |                                          | Orso (... - ...) 5° vescovo di Olivolo                                                           | Orso (... - ...) 5° vescovo di Olivolo                                                           | Orso (... - ...) 5° vescovo di Olivolo                                                           | Orso (... - ...) 5° vescovo di Olivolo                                                           | Orso (... - ...) 5° vescovo di Olivolo                                                           | Orso (... - ...) 5° vescovo di Olivolo                                                           |                                        |                                        |                                        |                                        |  |  |                                            |                                            |                                            |                                            |                                            |                                            |  |  |                   |                   |                   |                   |                   |                   |  |  |                     |                     |                     |                     |                     |                     |  |  |                   |                   |                   |                   |                   |                   |  |  |                                                                  |                           |                           |                           |                           |                           |
|                                                              |                                                              |                                                              |                                                              |                                                              |                                                              |  |  |                                                                |                                                                |                                                                |                                                                | Angelo II (... - 818 c.a.) co-Dux del nonno Angelo                  | Angelo II (... - 818 c.a.) co-Dux del nonno Angelo                  | Angelo II (... - 818 c.a.) co-Dux del nonno Angelo                  | Angelo II (... - 818 c.a.) co-Dux del nonno Angelo                  | Angelo II (... - 818 c.a.) co-Dux del nonno Angelo                  | Angelo II (... - 818 c.a.) co-Dux del nonno Angelo                  |                                          |                                          | Orso (... - ...) 5° vescovo di Olivolo                                                           | Orso (... - ...) 5° vescovo di Olivolo                                                           | Orso (... - ...) 5° vescovo di Olivolo                                                           | Orso (... - ...) 5° vescovo di Olivolo                                                           | Orso (... - ...) 5° vescovo di Olivolo                                                           | Orso (... - ...) 5° vescovo di Olivolo                                                           |                                        |                                        |                                        |                                        |  |  |                                            |                                            |                                            |                                            |                                            |                                            |  |  |                   |                   |                   |                   |                   |                   |  |  |                     |                     |                     |                     |                     |                     |  |  |                   |                   |                   |                   |                   |                   |  |  |                                                                  |                           |                           |                           |                           |                           |
|                                                              |                                                              |                                                              |                                                              |                                                              |                                                              |  |  |                                                                |                                                                |                                                                |                                                                |                                                                     |                                                                     |                                                                     |                                                                     |                                                                     |                                                                     |                                          |                                          |                                                                                                  |                                                                                                  |                                                                                                  |                                                                                                  |                                                                                                  |                                                                                                  |                                        |                                        |                                        |                                        |  |  |                                            |                                            |                                            |                                            |                                            |                                            |  |  |                   |                   |                   |                   |                   |                   |  |  |                     |                     |                     |                     |                     |                     |  |  |                   |                   |                   |                   |                   |                   |  |  |                                                                  |                           |                           |                           |                           |                           |
| ? nipote di Basilio I il Macedone                            | ? nipote di Basilio I il Macedone                            | ? nipote di Basilio I il Macedone                            | ? nipote di Basilio I il Macedone                            | ? nipote di Basilio I il Macedone                            | ? nipote di Basilio I il Macedone                            |  |  | Orso (... – 881) 14º doge di Venezia prōtospatharios bizantino | Orso (... – 881) 14º doge di Venezia prōtospatharios bizantino | Orso (... – 881) 14º doge di Venezia prōtospatharios bizantino | Orso (... – 881) 14º doge di Venezia prōtospatharios bizantino | Orso (... – 881) 14º doge di Venezia prōtospatharios bizantino      | Orso (... – 881) 14º doge di Venezia prōtospatharios bizantino      |                                                                     |                                                                     | Vitale (... - ...) 9º patriarca di Grado                            | Vitale (... - ...) 9º patriarca di Grado                            | Vitale (... - ...) 9º patriarca di Grado | Vitale (... - ...) 9º patriarca di Grado | Vitale (... - ...) 9º patriarca di Grado                                                         | Vitale (... - ...) 9º patriarca di Grado                                                         |                                                                                                  |                                                                                                  |                                                                                                  |                                                                                                  |                                        |                                        |                                        |                                        |  |  |                                            |                                            |                                            |                                            |                                            |                                            |  |  |                   |                   |                   |                   |                   |                   |  |  |                     |                     |                     |                     |                     |                     |  |  |                   |                   |                   |                   |                   |                   |  |  |                                                                  |                           |                           |                           |                           |                           |
| ? nipote di Basilio I il Macedone                            | ? nipote di Basilio I il Macedone                            | ? nipote di Basilio I il Macedone                            | ? nipote di Basilio I il Macedone                            | ? nipote di Basilio I il Macedone                            | ? nipote di Basilio I il Macedone                            |  |  | Orso (... – 881) 14º doge di Venezia prōtospatharios bizantino | Orso (... – 881) 14º doge di Venezia prōtospatharios bizantino | Orso (... – 881) 14º doge di Venezia prōtospatharios bizantino | Orso (... – 881) 14º doge di Venezia prōtospatharios bizantino | Orso (... – 881) 14º doge di Venezia prōtospatharios bizantino      | Orso (... – 881) 14º doge di Venezia prōtospatharios bizantino      |                                                                     |                                                                     | Vitale (... - ...) 9º patriarca di Grado                            | Vitale (... - ...) 9º patriarca di Grado                            | Vitale (... - ...) 9º patriarca di Grado | Vitale (... - ...) 9º patriarca di Grado | Vitale (... - ...) 9º patriarca di Grado                                                         | Vitale (... - ...) 9º patriarca di Grado                                                         |                                                                                                  |                                                                                                  |                                                                                                  |                                                                                                  |                                        |                                        |                                        |                                        |  |  |                                            |                                            |                                            |                                            |                                            |                                            |  |  |                   |                   |                   |                   |                   |                   |  |  |                     |                     |                     |                     |                     |                     |  |  |                   |                   |                   |                   |                   |                   |  |  |                                                                  |                           |                           |                           |                           |                           |
|                                                              |                                                              |                                                              |                                                              |                                                              |                                                              |  |  |                                                                |                                                                |                                                                |                                                                |                                                                     |                                                                     |                                                                     |                                                                     |                                                                     |                                                                     |                                          |                                          |                                                                                                  |                                                                                                  |                                                                                                  |                                                                                                  |                                                                                                  |                                                                                                  |                                        |                                        |                                        |                                        |  |  |                                            |                                            |                                            |                                            |                                            |                                            |  |  |                   |                   |                   |                   |                   |                   |  |  |                     |                     |                     |                     |                     |                     |  |  |                   |                   |                   |                   |                   |                   |  |  |                                                                  |                           |                           |                           |                           |                           |
|                                                              |                                                              |                                                              |                                                              |                                                              |                                                              |  |  |                                                                |                                                                |                                                                |                                                                |                                                                     |                                                                     |                                                                     |                                                                     |                                                                     |                                                                     |                                          |                                          |                                                                                                  |                                                                                                  |                                                                                                  |                                                                                                  |                                                                                                  |                                                                                                  |                                        |                                        |                                        |                                        |  |  |                                            |                                            |                                            |                                            |                                            |                                            |  |  |                   |                   |                   |                   |                   |                   |  |  |                     |                     |                     |                     |                     |                     |  |  |                   |                   |                   |                   |                   |                   |  |  |                                                                  |                           |                           |                           |                           |                           |
| Giovanni II (... – ...) co-Dux del padre 15º doge di Venezia | Giovanni II (... – ...) co-Dux del padre 15º doge di Venezia | Giovanni II (... – ...) co-Dux del padre 15º doge di Venezia | Giovanni II (... – ...) co-Dux del padre 15º doge di Venezia | Giovanni II (... – ...) co-Dux del padre 15º doge di Venezia | Giovanni II (... – ...) co-Dux del padre 15º doge di Venezia |  |  | Vittore (... - ...) 11º patriarca di Grado                     | Vittore (... - ...) 11º patriarca di Grado                     | Vittore (... - ...) 11º patriarca di Grado                     | Vittore (... - ...) 11º patriarca di Grado                     | Vittore (... - ...) 11º patriarca di Grado                          | Vittore (... - ...) 11º patriarca di Grado                          |                                                                     |                                                                     | Orso (... - ...) co-Dux del padre Orso                              | Orso (... - ...) co-Dux del padre Orso                              | Orso (... - ...) co-Dux del padre Orso   | Orso (... - ...) co-Dux del padre Orso   | Orso (... - ...) co-Dux del padre Orso                                                           | Orso (... - ...) co-Dux del padre Orso                                                           |                                                                                                  |                                                                                                  | Pietro (...-...) co-Dux del padre Orso                                                           | Pietro (...-...) co-Dux del padre Orso                                                           | Pietro (...-...) co-Dux del padre Orso | Pietro (...-...) co-Dux del padre Orso | Pietro (...-...) co-Dux del padre Orso | Pietro (...-...) co-Dux del padre Orso |  |  | Giovanna (...-...) badessa di San Zaccaria | Giovanna (...-...) badessa di San Zaccaria | Giovanna (...-...) badessa di San Zaccaria | Giovanna (...-...) badessa di San Zaccaria | Giovanna (...-...) badessa di San Zaccaria | Giovanna (...-...) badessa di San Zaccaria |  |  | Felicia (...-...) | Felicia (...-...) | Felicia (...-...) | Felicia (...-...) | Felicia (...-...) | Felicia (...-...) |  |  | Rodoaldo di Bologna | Rodoaldo di Bologna | Rodoaldo di Bologna | Rodoaldo di Bologna | Rodoaldo di Bologna | Rodoaldo di Bologna |  |  | Vulcana (...-...) | Vulcana (...-...) | Vulcana (...-...) | Vulcana (...-...) | Vulcana (...-...) | Vulcana (...-...) |  |  | Badoario (... - 882 c.a.)                                        | Badoario (... - 882 c.a.) | Badoario (... - 882 c.a.) | Badoario (... - 882 c.a.) | Badoario (... - 882 c.a.) | Badoario (... - 882 c.a.) |
| Giovanni II (... – ...) co-Dux del padre 15º doge di Venezia | Giovanni II (... – ...) co-Dux del padre 15º doge di Venezia | Giovanni II (... – ...) co-Dux del padre 15º doge di Venezia | Giovanni II (... – ...) co-Dux del padre 15º doge di Venezia | Giovanni II (... – ...) co-Dux del padre 15º doge di Venezia | Giovanni II (... – ...) co-Dux del padre 15º doge di Venezia |  |  | Vittore (... - ...) 11º patriarca di Grado                     | Vittore (... - ...) 11º patriarca di Grado                     | Vittore (... - ...) 11º patriarca di Grado                     | Vittore (... - ...) 11º patriarca di Grado                     | Vittore (... - ...) 11º patriarca di Grado                          | Vittore (... - ...) 11º patriarca di Grado                          |                                                                     |                                                                     | Orso (... - ...) co-Dux del padre Orso                              | Orso (... - ...) co-Dux del padre Orso                              | Orso (... - ...) co-Dux del padre Orso   | Orso (... - ...) co-Dux del padre Orso   | Orso (... - ...) co-Dux del padre Orso                                                           | Orso (... - ...) co-Dux del padre Orso                                                           |                                                                                                  |                                                                                                  | Pietro (...-...) co-Dux del padre Orso                                                           | Pietro (...-...) co-Dux del padre Orso                                                           | Pietro (...-...) co-Dux del padre Orso | Pietro (...-...) co-Dux del padre Orso | Pietro (...-...) co-Dux del padre Orso | Pietro (...-...) co-Dux del padre Orso |  |  | Giovanna (...-...) badessa di San Zaccaria | Giovanna (...-...) badessa di San Zaccaria | Giovanna (...-...) badessa di San Zaccaria | Giovanna (...-...) badessa di San Zaccaria | Giovanna (...-...) badessa di San Zaccaria | Giovanna (...-...) badessa di San Zaccaria |  |  | Felicia (...-...) | Felicia (...-...) | Felicia (...-...) | Felicia (...-...) | Felicia (...-...) | Felicia (...-...) |  |  | Rodoaldo di Bologna | Rodoaldo di Bologna | Rodoaldo di Bologna | Rodoaldo di Bologna | Rodoaldo di Bologna | Rodoaldo di Bologna |  |  | Vulcana (...-...) | Vulcana (...-...) | Vulcana (...-...) | Vulcana (...-...) | Vulcana (...-...) | Vulcana (...-...) |  |  | Badoario (... - 882 c.a.)                                        | Badoario (... - 882 c.a.) | Badoario (... - 882 c.a.) | Badoario (... - 882 c.a.) | Badoario (... - 882 c.a.) | Badoario (... - 882 c.a.) |
|                                                              |                                                              |                                                              |                                                              |                                                              |                                                              |  |  |                                                                |                                                                |                                                                |                                                                |                                                                     |                                                                     |                                                                     |                                                                     |                                                                     |                                                                     |                                          |                                          |                                                                                                  |                                                                                                  |                                                                                                  |                                                                                                  |                                                                                                  |                                                                                                  |                                        |                                        |                                        |                                        |  |  |                                            |                                            |                                            |                                            |                                            |                                            |  |  |                   |                   |                   |                   |                   |                   |  |  |                     |                     |                     |                     |                     |                     |  |  |                   |                   |                   |                   |                   |                   |  |  |                                                                  |                           |                           |                           |                           |                           |
|                                                              |                                                              |                                                              |                                                              |                                                              |                                                              |  |  |                                                                |                                                                |                                                                |                                                                |                                                                     |                                                                     |                                                                     |                                                                     |                                                                     |                                                                     |                                          |                                          |                                                                                                  |                                                                                                  |                                                                                                  |                                                                                                  |                                                                                                  |                                                                                                  |                                        |                                        |                                        |                                        |  |  |                                            |                                            |                                            |                                            |                                            |                                            |  |  |                   |                   |                   |                   |                   |                   |  |  |                     |                     |                     |                     |                     |                     |  |  |                   |                   |                   |                   |                   |                   |  |  | Giovanni (Ioannaceno) Particiaco Paureta?                        |                           |                           |                           |                           |                           |
|                                                              |                                                              |                                                              |                                                              |                                                              |                                                              |  |  |                                                                |                                                                |                                                                |                                                                |                                                                     |                                                                     |                                                                     |                                                                     |                                                                     |                                                                     |                                          |                                          |                                                                                                  |                                                                                                  |                                                                                                  |                                                                                                  |                                                                                                  |                                                                                                  |                                        |                                        |                                        |                                        |  |  |                                            |                                            |                                            |                                            |                                            |                                            |  |  |                   |                   |                   |                   |                   |                   |  |  |                     |                     |                     |                     |                     |                     |  |  |                   |                   |                   |                   |                   |                   |  |  |                                                                  |                           |                           |                           |                           |                           |
|                                                              |                                                              |                                                              |                                                              |                                                              |                                                              |  |  |                                                                |                                                                |                                                                |                                                                |                                                                     |                                                                     |                                                                     |                                                                     |                                                                     |                                                                     |                                          |                                          |                                                                                                  |                                                                                                  |                                                                                                  |                                                                                                  |                                                                                                  |                                                                                                  |                                        |                                        |                                        |                                        |  |  |                                            |                                            |                                            |                                            |                                            |                                            |  |  |                   |                   |                   |                   |                   |                   |  |  |                     |                     |                     |                     |                     |                     |  |  |                   |                   |                   |                   |                   |                   |  |  | Orso II (... - ...) 18º doge di Venezia                          |                           |                           |                           |                           |                           |
|                                                              |                                                              |                                                              |                                                              |                                                              |                                                              |  |  |                                                                |                                                                |                                                                |                                                                |                                                                     |                                                                     |                                                                     |                                                                     |                                                                     |                                                                     |                                          |                                          |                                                                                                  |                                                                                                  |                                                                                                  |                                                                                                  |                                                                                                  |                                                                                                  |                                        |                                        |                                        |                                        |  |  |                                            |                                            |                                            |                                            |                                            |                                            |  |  |                   |                   |                   |                   |                   |                   |  |  |                     |                     |                     |                     |                     |                     |  |  |                   |                   |                   |                   |                   |                   |  |  |                                                                  |                           |                           |                           |                           |                           |
|                                                              |                                                              |                                                              |                                                              |                                                              |                                                              |  |  |                                                                |                                                                |                                                                |                                                                |                                                                     |                                                                     |                                                                     |                                                                     |                                                                     |                                                                     |                                          |                                          |                                                                                                  |                                                                                                  |                                                                                                  |                                                                                                  |                                                                                                  |                                                                                                  |                                        |                                        |                                        |                                        |  |  |                                            |                                            |                                            |                                            |                                            |                                            |  |  |                   |                   |                   |                   |                   |                   |  |  |                     |                     |                     |                     |                     |                     |  |  |                   |                   |                   |                   |                   |                   |  |  | Pietro (... - 942) 20º doge di Venezia prōtospatharios bizantino |                           |                           |                           |                           |                           |
|                                                              |                                                              |                                                              |                                                              |                                                              |                                                              |  |  |                                                                |                                                                |                                                                |                                                                |                                                                     |                                                                     |                                                                     |                                                                     |                                                                     |                                                                     |                                          |                                          |                                                                                                  |                                                                                                  |                                                                                                  |                                                                                                  |                                                                                                  |                                                                                                  |                                        |                                        |                                        |                                        |  |  |                                            |                                            |                                            |                                            |                                            |                                            |  |  |                   |                   |                   |                   |                   |                   |  |  |                     |                     |                     |                     |                     |                     |  |  |                   |                   |                   |                   |                   |                   |  |  |                                                                  |                           |                           |                           |                           |                           |
|                                                              |                                                              |                                                              |                                                              |                                                              |                                                              |  |  |                                                                |                                                                |                                                                |                                                                |                                                                     |                                                                     |                                                                     |                                                                     |                                                                     |                                                                     |                                          |                                          |                                                                                                  |                                                                                                  |                                                                                                  |                                                                                                  |                                                                                                  |                                                                                                  |                                        |                                        |                                        |                                        |  |  |                                            |                                            |                                            |                                            |                                            |                                            |  |  |                   |                   |                   |                   |                   |                   |  |  |                     |                     |                     |                     |                     |                     |  |  |                   |                   |                   |                   |                   |                   |  |  | famiglia Badoer?                                                 |                           |                           |                           |                           |                           |